# 翁家さん馬
翁家 さん馬（おきなや さんば）は、落語家の名跡。かつては翁屋 さん馬と表記されていた。十代目（一部では十一代目とも）の死後は空き名跡である。代々に数えられていないさん馬も何人か存在する。以下年代順に列記する。
歴代さん馬
- 初代翁屋さん馬 - 後∶二代目三笑亭可楽
- 代外翁屋さん馬 - 後∶三代目三笑亭可楽
- 代外翁屋さん馬 - 後∶二代目翁屋扇馬[注 1]
- 二代目翁屋さん馬 - 後∶四代目三笑亭可楽
- 三代目翁屋さん馬 - 後∶三代目三笑亭可楽
- 四代目翁家さん馬 - 本項にて記述
- 五代目翁家さん馬 - 本項にて記述
- 六代目翁家さん馬 - 六代目三笑亭可楽
- 七代目翁家さん馬 - 後∶八代目桂文治
- 八代目翁家さん馬 - 本項にて記述
- 九代目翁家さん馬 - 後∶九代目桂文治
- 十代目翁家さん馬 - 本項にて記述

## 4代目
四代目 翁屋 さん馬（生年月日不詳 - 1873年2月3日）は、落語家。本名は野口 金次郎。通称「文七さん馬」。
家系は徳川家直々仕えた武士であった。最初は四代目桂文治の門で文七、安政4、5年ころ、四代目三笑亭可楽の門下でさん馬を継ぐ。俗に「文七さん馬」といわれる。
五代目三升家小勝、橘家林喬の最初の師匠である。

## 代外（7代目？）
翁屋 さん馬（生年月日不詳 - 1879年）は、落語家。姓は原。
1929年発行の月亭春松『落語系圖』には「七代目さん馬」の項に「三代目可楽の実子なり。初め三笑亭いろはと云ふ後に三代目小三馬となり、又三笑亭虎渓となり又武正となり其後七代目さん馬となる。」とある
また1880年の番付にはこのさん馬と同一人物と考えられるさん馬が記載されている。その他にも1879年の番付にはこのさん馬と5代目さん馬（本名：桂正吉）の2人のさん馬が記載されている。

## 5代目
5代目翁家 さん馬（弘化4年（1847年）4月 - 大正3年（1914年）10月29日）は、落語家。本名は桂 正吉。通称「大阪のさん馬」。
東京の生まれ、叔父は音曲師の都川歌丸、父は江戸4代目桂文治の実弟で、三田で大工の頭領をしていた大和屋政吉という。つまり初代文治の娘のお幸の孫にあたり幼少期に祖母に可愛がられた、幼名を正之助といい、後に桂正吉と変えた。11歳で数寄屋町の大工大阪屋吉兵衛に奉公に出たが、1868年4月にお酒がもとで奉公先をしくじり叔父の文治宅でお世話になる、それが縁で弟子となり文吉を名乗り、1873年5月、27歳の時に日本橋木原店の井上亭で5代目さん馬を襲名した。滑稽の色を付けた人情噺で売り出した。
1874年の春に、静岡の浜松、岡崎を経て名古屋富本亭に赴き、3年間真打を務めた。1877年2月には京都で活動した。京都では贔屓客が多く寄席まで建てられた。この寄席はさん馬が大酒呑みだったことから、呑楽亭と名付けた。1880年4月には大阪に出て桂派に属し順慶町の井戸辻の寄席で人情噺を演じた。1905年12月に引退。
得意ネタは『祐天小僧吉之助』『文七元結』『二人伊之助』『左甚五郎』『お花半七』『南瓜屋政談』など。
新聞紙上や各種雑誌に速記を残している。

## 8代目
八代目 翁家 さん馬（1888年12月14日 - 1973年4月15日）は、落語家。本名∶菅谷 徳之助。通称「小樽のさん馬」。

### 経歴
明治40年代初め4代目柳亭左楽の門下で一楽、1912年頃都家歌六の門下で歌之助、その後上方で五代目都家歌六と改名。
1920年4月に栄楽、1922年10月に雷門雷蔵、1924年3月に二代目春雨家雷蔵で真打昇進、1924年5月に八代目翁家さん馬を襲名。

### 人物
放浪癖があり満州、朝鮮、台湾を足を伸ばし、1929年頃に入ってからは小樽で幇間に転じた。そのためか「小樽のさん馬」といわれている。同地でメディアにも出演経験がある。
戦後は東京で末廣亭の支配人を長く勤めた。噺は音曲が主でネタの数は多かったという。SPレコードも存在する。1973年4月15日死去。84歳没。

## 10代目
十代目 翁家 さん馬（1941年4月27日 - 2008年12月19日）は、群馬県太田市出身の落語家。生前は落語協会に所属していた。本名∶高安 清（旧姓：竹内）。出囃子は『舌出し三番叟』。養父は師匠九代目桂文治。

### 経歴
実家はガソリンスタンドを営んでいた。1962年3月、九代目桂文治に入門、前座名は桂文太。
1966年3月に二ツ目昇進、桂派の由緒名前桂文七に改名。
1979年2月に二代目柳家菊語楼、橘家二三蔵、柳亭風枝、五代目鈴の家馬勇と共に真打昇進し、十代目（十一代目）翁家さん馬を襲名。
2008年12月、腎臓がんのため東京都内の自宅で死去。67歳没。

### 人物
前座のころ、住んでいたアパートに漫才の正三・奈良江や、四代目古今亭志ん好が住んでいた。
得意の南京玉すだれを使った芸を披露することも多かったと言う。

### 芸歴
- 1962年3月∶九代目桂文治に入門、前座名「文太」。
- 1966年3月∶二ツ目昇進、「文七」と改名。
- 1979年2月∶真打昇進、十一代目翁家さん馬を襲名。